# ATP Tour World Championships 1996 - Doppio
Il doppio dell'ATP Tour World Championships 1996 è stato un torneo di tennis facente parte dell'ATP Tour.
Grant Connell e Patrick Galbraith erano i detentori del titolo, ma nel 1996 non hanno gareggiato insieme.
Galbraith ha fallito la qualificazione con il suo partner, mentre Connell si è qualificato insieme a Byron Black, ma ha perso in semifinale contro Todd Woodbridge e Mark Woodforde.
Todd Woodbridge e Mark Woodforde hanno battuto in finale 6–4, 5–7, 6–2, 7–6, Sébastien Lareau e Alex O'Brien.

## Teste di serie
1. Todd Woodbridge /  Mark Woodforde (campioni)
2. Byron Black /  Grant Connell (semifinali)
3. Mark Knowles /  Daniel Nestor (round robin)
4. Jacco Eltingh /  Paul Haarhuis (round robin)

1. Sébastien Lareau /  Alex O'Brien (finale)
2. Jonas Björkman /  Nicklas Kulti (round robin)
3. Libor Pimek /  Byron Talbot (round robin)
4. Trevor Kronemann /  David Macpherson (semifinali)

## Tabellone

### Legenda
| - Q = Qualificato - WC = Wild card - LL = Lucky loser | - ALT = Alternate - SE = Special Exempt - PR = Protected Ranking | - w/o = Walkover - r = Ritirato - d = Squalificato |

### Finale
|  | Semifinali | Semifinali                        | Semifinali                        | Semifinali                        | Semifinali                        | Semifinali | Semifinali |  |  | Finale                         | Finale                         | Finale                         | Finale | Finale | Finale | Finale |  |
|  |            |                                   |                                   |                                   |                                   |            |            |  |  |                                |                                |                                |        |        |        |        |  |
|  | 1          | Todd Woodbridge Mark Woodforde    | Todd Woodbridge Mark Woodforde    | Todd Woodbridge Mark Woodforde    | Todd Woodbridge Mark Woodforde    | 6          | 6          |  |  |                                |                                |                                |        |        |        |        |  |
|  | 2          | Byron Black Grant Connell         | Byron Black Grant Connell         | Byron Black Grant Connell         | Byron Black Grant Connell         | 3          | 3          |  |  | Todd Woodbridge Mark Woodforde | Todd Woodbridge Mark Woodforde | Todd Woodbridge Mark Woodforde | 6      | 5      | 6      | 6      |  |
|  | 5          | Sébastien Lareau Alex O'Brien     | Sébastien Lareau Alex O'Brien     | Sébastien Lareau Alex O'Brien     | Sébastien Lareau Alex O'Brien     | 7          | 7          |  |  | Sébastien Lareau Alex O'Brien  | Sébastien Lareau Alex O'Brien  | Sébastien Lareau Alex O'Brien  | 4      | 7      | 2      | 6      |  |
|  | 8          | Trevor Kronemann David Macpherson | Trevor Kronemann David Macpherson | Trevor Kronemann David Macpherson | Trevor Kronemann David Macpherson | 6          | 6          |  |  |                                |                                |                                |        |        |        |        |  |

### Gruppo Verde
|   |                                | Woodbridge Woodforde | Eltingh Haarhuis | Lareau O'Brien | Pimek Talbot  | RR V–P | Set V–P | Game V–P | Posizione |
| 1 | Todd Woodbridge Mark Woodforde |                      | 4–6, 7–6, 7–6    | 6–4, 3–6, 5–7  | 6–2, 6–3      | 2–1    | 5–3     | 44–40    | 2         |
| 4 | Jacco Eltingh Paul Haarhuis    | 6–4, 6–7, 6–7        |                  | 7–6, 6–4       | 7–6, 5–7, 4–6 | 1–2    | 4–4     | 47–47    | 4         |
| 5 | Sébastien Lareau Alex O'Brien  | 4–6, 6–3, 7–5        | 6–7, 4–6         |                | 6–1, 6–3      | 2–1    | 4–3     | 39–31    | 1         |
| 7 | Libor Pimek Byron Talbot       | 2–6, 3–6             | 6–7, 7–5, 6–4    | 1–6, 3–6       |               | 1–2    | 2–5     | 28–40    | 3         |

Standings are determined by: 1) Number of wins; 2) Number of matches; 3) In two-players-ties, head-to-head records; 4) In three-players-ties, percentage of sets won, or of games won; 5) Steering Committee decision.

### Gruppo Giallo
|   |                                                   | Black Connell                   | Knowles Nestor Broad Norval       | Björkman Kulti                    | Kronemann Macpherson              | RR V–P  | Set V–P | Game V–P    | Posizione |
| 2 | Byron Black Grant Connell                         |                                 | 7–5, 3–6, 6–4 (w/ Broad/Norval)   | 6–3, 1–6, 6–4                     | 3–6, 6–2, 6–3                     | 3–0     | 6–3     | 44–39       | 1         |
| 3 | Mark Knowles Daniel Nestor Neil Broad Piet Norval | 5–7, 6–3, 4–6 (w/ Broad/Norval) |                                   | 6–4, 4–6, 4–6 (w/ Knowles/Nestor) | 6–3, 4–6, 6–3 (w/ Knowles/Nestor) | 1–2 0–1 | 3–3 1–2 | 30–28 11–16 | 3         |
| 6 | Jonas Björkman Nicklas Kulti                      | 3–6, 6–1, 4–6                   | 4–6, 6–4, 6–4 (w/ Knowles/Nestor) |                                   | 6–4, 5–7, 6–7                     | 1–2     | 4–5     | 46–45       | 4         |
| 8 | Trevor Kronemann David Macpherson                 | 6–3, 2–6, 3–6                   | 3–6, 6–4, 3–6 (w/ Knowles/Nestor) | 4–6, 7–5, 7–6                     |                                   | 1–2     | 4–5     | 41–48       | 2         |

La classifica viene stilata in base ai seguenti criteri: 1) Numero di vittorie; 2) Numero di partite giocate; 3) Scontri diretti (in caso di due giocatori pari merito); 4) Percentuale di set vinti o di games vinti (in caso di tre giocatori pari merito); 5) Decisione della commissione.